# Israëlisch-Palestijns conflict

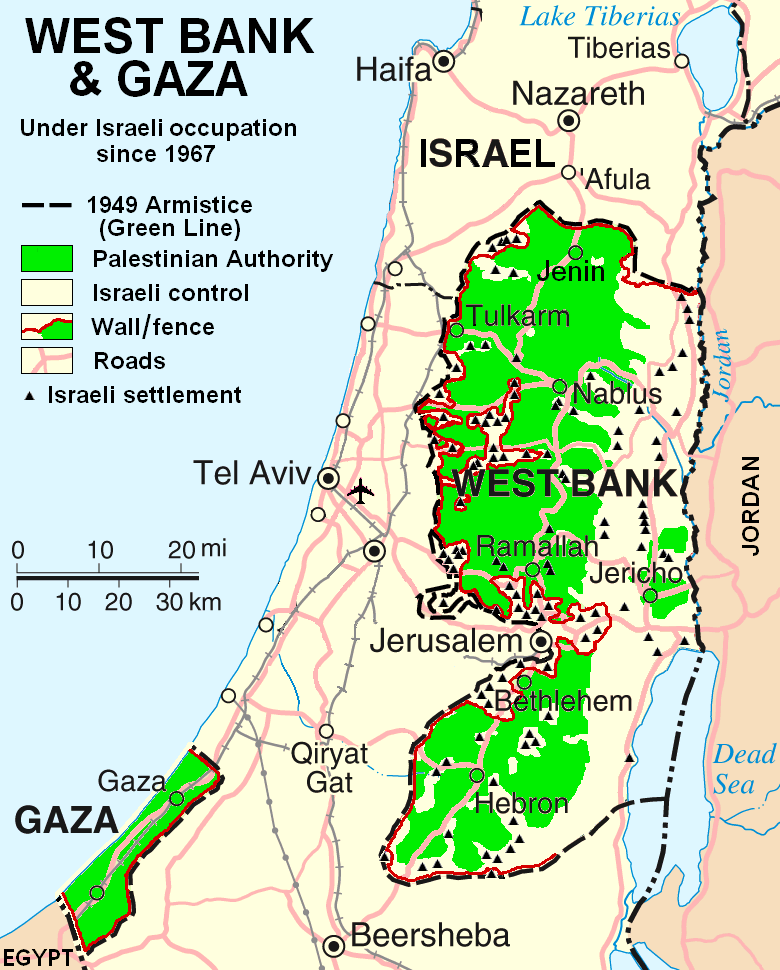
Kaart van de regio in 2007

Het Israëlisch-Palestijns conflict is de strijd om de soevereiniteit over historisch Palestina, sinds de opkomst van het politieke zionisme aan het eind van de negentiende eeuw in Europa en daarmee de kolonisatie in Palestina. Sinds de stichting van de staat Israël (1948) in dit gebied heeft deze strijd zich in hevige mate ontwikkeld tot een conflict tussen deze staat en de inheemse Palestijnen. Het is een onderdeel van het Arabisch-Israëlisch conflict.

## Europa begin 20e eeuw
Eind 19e eeuw was door Theodor Herzl het idee van politiek zionisme op papier uitgewerkt en was de Zionistische Wereldorganisatie opgericht. Tijdens de Russische Revolutie in het begin van de 20e eeuw voelden de daar wonende Joden zich onveilig, mede door de pogroms in Oost-Europa. Onder invloed van de romantiek en het opkomend nationalisme in die tijd kregen ze steeds meer behoefte aan een eigen plek.
Tijdens de Eerste Wereldoorlog waren door Groot-Brittannië een aantal tegenstrijdige toezeggingen gedaan aan respectievelijk:
- Arabische nationalisten (Hoessein-McMahoncorrespondentie, juli 1915-februari 1916)
- Frankrijk (Sykes-Picotverdrag, mei 1916)
- zionistische organisaties (Balfour-verklaring, 1917)
- het Ottomaanse Rijk (maar omdat zij de oorlog verloren, verviel deze overeenkomst)

Aan ieder van de partijen deden de Britten toezeggingen ten aanzien van Palestina; uiteindelijk voerde men in 1920 het Sykes-Picotverdrag uit waarbij Groot-Brittannië het mandaat over Palestina kreeg. Onder druk van de Zionistische Wereldorganisatie en op grond van de Balfourverklaring vestigden zionistische Joden zich daar. De Arabische bevolking verzette zich tegen deze gang van zaken en wees de Britten erop dat zij hun toezeggingen aan de Arabische nationalisten-leider Abdoellah bin Hoessein niet waren nagekomen. In 1922 splitsten de Britten daarop Transjordanië af van Palestina, waarover zij in 1923 Abdoellah aanstelden als emir. Dit stelde de Arabische inwoners van Transjordanië tevreden, maar de Joden en de Arabische inwoners van Palestina waren er ongelukkig mee, en bleken heel verschillende opvattingen te hebben over de toekomst van Palestina, waar zich onder Brits bestuur steeds meer Joden kwamen vestigen. Die kochten land op van Arabische grootgrondbezitters, die elders woonden, stuurden de Palestijnse pachters van hun land weg en stichtten er kibboetsen.
Enkele voorstanders van de Palestijnse zaak in het Midden-Oosten hebben in het verleden geopperd om de Joodse Autonome Oblast in het oosten van Rusland dat in het zuiden grenst aan China te gebruiken als een alternatief voor Israël om het conflict op te lossen. Dit idee vond echter nauwelijks weerklank.

## Palestina jaren '30: Arabisch-Palestijnse opstand en Commissie-Peel
Joden enerzijds en Arabische moslims en christenen anderzijds begonnen zich maatschappelijk steeds meer te organiseren in respectievelijk de Jewish Agency en het Arabische Hogere Comité (1936). Beide zijden kenden gematigde stromingen die een vreedzaam samenleven voorstonden, maar ook extremere stromingen die ofwel een exclusief Joodse dan wel exclusief Palestijnse staat voorstonden. In de jaren '30 braken gewelddadigheden tussen beide groepen uit, die culmineerden in de Arabisch-Palestijnse opstand van 1936-'39, gericht tegen zowel de toenemende Joodse immigratie als tegen de Britse heerschappij. Met het nodige geweld sloegen de Britten de opstand neer. 
Een onderzoekscommissie, de Commissie-Peel, kwam met een rapport om de spanningen op te lossen:
- Joodse immigratie werd voorlopig ingeperkt en verdere landaankoop door Joden verboden.
- Het mandaat zou worden opgeheven en het grondgebied verdeeld in een Palestijns-Arabisch-Palestijns deel met een corridor tussen Jeruzalem en de kust bij Jaffa dat aan het emiraat Transjordanië zou worden toegevoegd en een Joods deel dat een onafhankelijke Joodse staat diende te worden.
- Bepaalde gebieden in Palestina waaronder de zogeheten "heilige plaatsen" Jeruzalem en Bethlehem zouden onder Brits mandaatsgezag blijven.

In feite is het Rapport-Peel de eerste versie van een tweestatenoplossing: een verdeling van het land ten westen van de Jordaan in een Joods/Israëlisch en een Arabisch/Palestijns deel. Het werd echter door beide partijen verworpen als onaanvaardbaar en maatregelen werden op de lange baan geschoven. Helaas werden ook daaropvolgende pogingen om tot een tweestatenoplossing te komen verworpen. Latere voorstellen waarmee Israël instemde, waren onder meer een tweede voorstel in 1947 en de Camp David-akkoorden in 2000.

## Jaren 40: Holocaust, VN-verdelingsplan en oorlogen 1947-'49

VN-verdelingsplan (resolutie 181).

In de Tweede Wereldoorlog (1939-1945) werd in de Europese gebieden die door nazi-Duitsland waren bezet, twee derde van de Joodse bevolking (6 miljoen mensen) vermoord: de Holocaust. Door deze afschuwelijke gebeurtenis besloten overlevenden massaal uit Europa naar Palestina te emigreren in de hoop daar in een eigen onafhankelijke staat te kunnen wonen; hierbij kregen zij veel steun van de zich voor de massamoord verantwoordelijk voelende Westerse wereld die sympathiseerde met de slachtoffers. De Arabische inwoners van Palestina verzetten zich echter heftig omdat zij meenden dat er helemaal geen rekening werd gehouden met hun belangen en onafhankelijkheidswensen. De net opgerichte Verenigde Naties (VN), die tot doel hadden toekomstige wereldconflicten zo vreedzaam mogelijk op te lossen, keurden op 29 november 1947 Resolutie 181 goed (hoewel de meeste landen in het Midden-Oosten en Zuid-Azië tegenstemden). Resolutie 181, beter bekend als het VN-verdelingsplan, voorzag in de oprichting van een Joodse en een Arabische staat na de beëindiging van het Brits mandaat over Palestina. Jeruzalem/Al Quds en omgeving zou onder internationaal beheer vallen. Het kwam tot rellen van de kant van de Arabische bevolking, die zich verraden voelde door het Westen. In december begon de Jisjoev middels haar Hagana en andere strijdgroepen met tegenaanvallen, die veel systematischer en efficiënter waren: de Palestijnse Burgeroorlog van 1947-1948 was een feit. De Arabische Liga herhaalde op 17 december 1947 dat zij het oneens was met de resolutie en dreigde in te grijpen. Groot-Brittannië liet weten dat het op 15 mei 1948 het mandaat zou opheffen en zijn troepen zou terugtrekken, en daarmee in feite de vredeshandhaving in de steek liet en een vrijbrief verstrekte aan de Joden en Arabieren om het onderling uit te vechten.
In de nacht van 14 op 15 mei 1948 verklaarde David Ben-Goerion eenzijdig de Joodse staat Israël onafhankelijk. Toen waren al 250.000 Palestijnen van huis en haard verdreven of gevlucht. De dagen daarop vielen Egypte, Irak, Libanon, Syrië en Transjordanië Israël aan, de Palestijnen in hun strijd bijstaand. De nieuwe internationale oorlog staat bekend als de Arabisch-Israëlische Oorlog van 1948, waarbij de vier Arabische landen en de Palestijnen werden verslagen door de door het Westen gesteunde Israëliërs, die het als hun onafhankelijkheidsoorlog beschouwden. Niet alleen dwong Israël zijn onafhankelijkheid af, het veroverde ook veel gebieden die volgens het VN-verdelingsplan bedoeld waren voor de op te richten Arabische staat. De resterende Arabische gebieden, vanaf dan bekend als de Gazastrook en de Westelijke Jordaanoever, stonden formeel onder het gezag van de zogeheten Palestijnse regering die de aanvallende Arabische Liga had opgericht in reactie op de Israëlische onafhankelijkheidsverklaring. De Palestijnse regering werd echter niet erkend door Transjordanië (dat tijdens de oorlog de Westelijke Jordaanoever had bezet en in 1950 annexeerde, waarop het zich hernoemde tot Jordanië) en niet-Arabische landen, en stond in feite onder bestuur van Egypte. Hierdoor bleef er geen land over voor de Palestijnen, die het nieuwe Israël massaal ontvluchtten of verjaagd werden naar de Westelijke Jordaanoever, Jordanië, Syrië, Libanon, Egypte, de Gazastrook of elders, waarmee het Palestijnse vluchtelingenprobleem ontstond. De in Israël overgebleven Palestijnen kwamen onder militair bestuur (tot 1966). Politiek gezien leek dit het einde te zijn van een Arabisch-Palestijnse staat nu er de facto een soort "driestatenoplossing" was ontstaan doordat Jordanië en Egypte (informeel in 1959) de Palestijnse Gebieden hadden ingelijfd.

## Jaren 50-60: Suezcrisis, PLO en Zesdaagse Oorlog
De Egyptische president, Gamal Abdel Nasser, in 1952 door een staatsgreep aan de macht gekomen, wakkerde Arabisch nationalisme in de regio aan en zinspeelde op het ongedaan maken van de nederlaag van 1948/49, waarbij hij vooral populair werd bij Palestijnse vluchtelingen. Zijn toenadering tot de Sovjet-Unie en steun voor de Algerijnse opstandelingen maakte hem een vijand van het Verenigd Koninkrijk en Frankrijk. Toen hij ook nog het Suezkanaal nationaliseerde, lieten die Israël de Sinaï binnenvallen. De Gazastrook werd daarbij onder de voet gelopen met veel Palestijnse slachtoffers. Deze Suezcrisis leverde hem een militaire nederlaag maar politieke overwinning op tegen Israël, Frankrijk en Groot-Brittannië en deed zijn populariteit verder toenemen onder Palestijnen, maar voor hun onafhankelijkheid betekende hij niets; de Palestijnse regering werd in 1958 opgeheven en de Gazastrook in 1959 feitelijk onder Egyptisch bestuur geplaatst.
Op 28 mei 1964 werd op initiatief van de Arabische Liga de Palestijnse Bevrijdingsorganisatie (Palestinian Liberation Organization, PLO) opgericht om de Palestijnen te vertegenwoordigen. De PLO stelde zich in haar Handvest ten doel een democratische, seculiere staat met de grenzen van het oorspronkelijke mandaatgebied Palestina te vestigen. In september dat jaar werd het Palestijnse Bevrijdingsleger (Palestinian Liberation Army, PLA) opgericht als militaire tak van de PLO.
In juni 1967 vond de Zesdaagse Oorlog plaats, waarin Israël de Gazastrook en de Sinaï op Egypte veroverde, de Westelijke Jordaanoever op Jordanië (waarna het Oost-Jeruzalem annexeerde) en de Golanhoogten op Syrië. In november 1967 bepaalde resolutie 242 van de VN-Veiligheidsraad dat Israël zich terug moest trekken uit alle bezette gebieden in ruil voor erkenning van de staat Israël.

## Jaren 70: erkenning van Israël

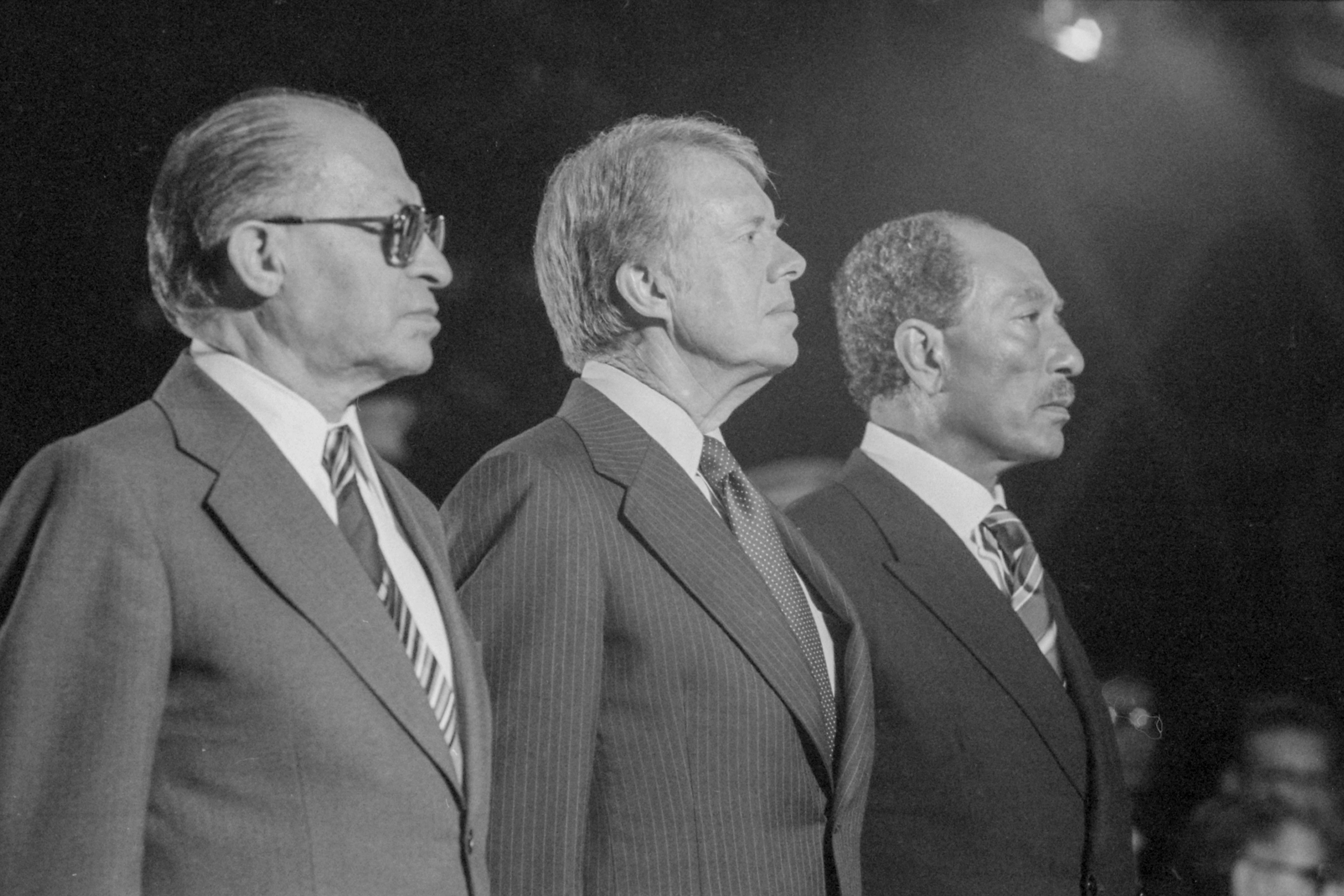
Menachem Begin, Jimmy Carter en Anwar Sadat in Camp David

Van de Arabische staatshoofden was alleen Nasser bereid om Israël ten slotte in 1970 te erkennen door Resolutie 242 goed te keuren. Israël eiste daarop wel vredesbesprekingen, maar door Nassers overlijden kwam hier niets van.
Onder de Palestijnen wekte de Israëlische bezetting van de Palestijnse Gebieden nationalisme op, waardoor de PLO bredere steun kreeg en ook de gedachte dat men zelf de eigen staat diende te bereiken zonder hulp van de Arabische staten, die in de Jom Kipoer-oorlog opnieuw het onderspit hadden gedolven tegen Israël (1973). Internationaal werd de PLO erkend als enige vertegenwoordiger van het Palestijnse volk, en leider Yasser Arafat kreeg in november 1974 de gelegenheid de Algemene Vergadering van de VN toe te spreken. Na betrokken te zijn in een verwoestende Libanese Burgeroorlog, gingen binnen de PLO steeds meer gematigde stemmen op om het bestaansrecht van Israël te erkennen en te streven naar een Palestijnse staat die niet meer dan de Palestijnse Gebieden zou omvatten. Dit is de eerste keer dat er onder Palestijnen de gedachte van een tweestatenoplossing breed draagvlak begint te krijgen.
Nassers opvolger Sadat poogde in 1977 de impasse te doorbreken door vrede met Israël na te streven. Hiervoor werd hij in de Arabische wereld scherp veroordeeld, ondanks dat hij de Arabische eis van teruggave van de door Israël bezette gebieden en de rechten van de Palestijnen benadrukte. Uiteindelijk verruilde Sadat het bondgenootschap dat Egypte had met de Sovjet-Unie voor samenwerking met de Verenigde Staten; met Jimmy Carter en Menachem Begin sloot hij in 1978 de Camp Davidakkoorden, die leidden tot een aparte vrede tussen Egypte en Israël, en de ontruiming van de Sinaï. Daarnaast voorzagen ze in een zekere mate van autonomie voor de Palestijnen. Dit ging de Palestijnen echter niet ver genoeg omdat zij volledige onafhankelijkheid eisten, en de rest van de Arabische wereld keerde zich eveneens tegen Sadat als verrader; hij werd in 1981 vermoord. De PLO verwierp het vredesverdrag en sloot met Libië, Syrië, Algerije en Zuid-Jemen het Front van Standvastigheid dat de confrontatie met Israël voortzette.

## Jaren 80: Libanonoorlog, inter-Palestijnse strijd, hervatting diplomatie

Landen die Israël hebben erkend.
Landen die Israël niet erkend hebben.
Landen die hun erkenning hebben ingetrokken.

Landen die Palestina hebben erkend.
Landen die Palestina niet erkend hebben.

In 1982 poogde Israël de PLO, die vanuit Beiroet in Libanon opereerde, uit te schakelen met een grootscheepse invasie, de Israëlisch-Libanese Oorlog (1982). Na een 3,5 maand durend beleg evacueerden ruim 10.000 PLO-strijders onder leiding van Arafat de Libanese hoofdstad; het hoofdkwartier werd verplaatst naar Tunis. Christelijke milities richtten vervolgens bloedbaden in Sabra en Shatila aan onder Palestijnse vluchtelingen. Van 1983 tot 1987 woedde er een, soms bloedige, interne strijd tussen Palestijnse rebellenorganisaties, waarvan de meeste zich ten slotte met elkaar verzoenden in april 1987 tijdens een vergadering van de Palestijnse Nationale Raad (het wetgevend lichaam van de PLO) in Algiers. De in december 1987 spontaan ontstane Intifada (=opstand) bracht de zaken in een stroomversnelling: op 15 november 1988 riep Arafat namens de PLO de Palestijnse onafhankelijkheid uit, op 23 december zwoer hij in Genève het terrorisme af en opende daarmee de dialoog met de Verenigde Staten en in november 1989 aanvaardde de PLO VN-resoluties 242 en 338, waarmee zij voor de tweestatenoplossing koos.

## Jaren 90: Oslo-akkoorden

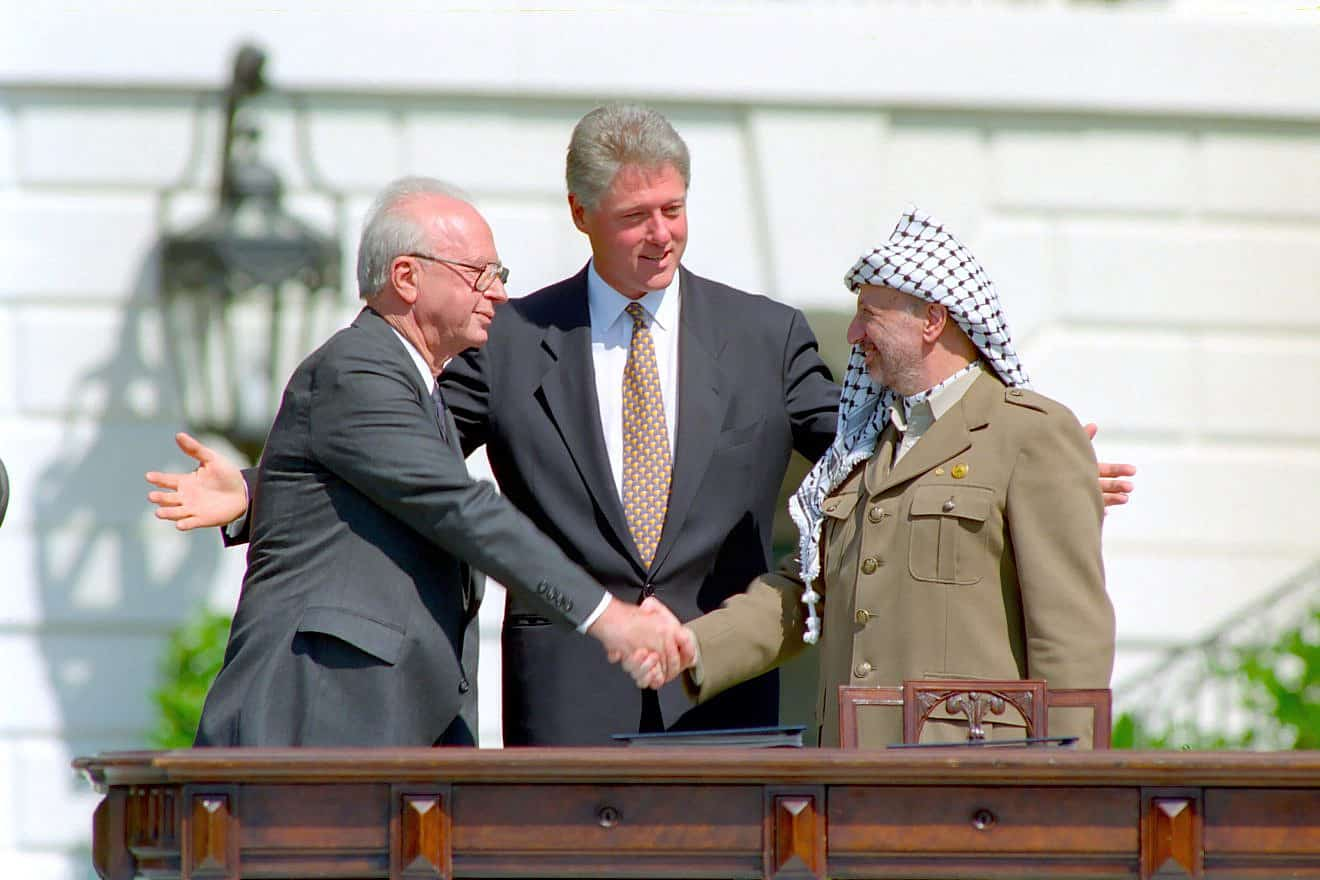
Rabin, Clinton en Arafat sluiten het eerste Oslo-akkoord.

Begin jaren 90 liep het vredesproces weer vast nadat het tienpuntenplan van president Hosni Moebarak van Egypte en het plan-Baker faalden en de PLO de kant van Saddam Hoessein koos in de Golfoorlog van 1990-1991 en daarom uitgesloten werd van de Palestijnse delegatie voor de vredesonderhandelingen te Madrid in oktober 1991. Bovendien braken er bloedige confrontaties uit tussen de PLO en de nieuwe Palestijnse militante groepering Hamas (aanvankelijk door Israël gesteund), die de tweestatenoplossing afwees ten gunste van een volledige bevrijding van Palestina en daarmee de vernietiging van de staat Israël nastreefde. Arafat slaagde erin de PLO weer tot onderhandelingspartner te maken en in 1992 en 1993 onderhandelden Israëlische en PLO-functionarissen in het geheim op diverse plaatsen in Europa. In augustus 1993 kwam hieruit het eerste Oslo-akkoord, dat bepaalde dat de PLO Israëls bestaansrecht zou erkennen, terwijl Israël de PLO erkende, delen van de Palestijnse Gebieden zelfbestuur verleende (de Palestijnse Autoriteit), Israëlische troepen gedeeltelijk terugtrok en voorzag in Palestijnse verkiezingen en economische samenwerking. Enkele hete hangijzers zoals het Palestijnse vluchtelingenprobleem, de Israëlische nederzettingen, de exacte grenzen en de status van Jeruzalem werden voorlopig doorgeschoven om later uit te werken. Op 13 september 1993 werd te Washington D.C. het eerste akkoord formeel ondertekend door Arafat en Israëlisch premier, Yitzhak Rabin, die elkaar op een iconisch moment onder luid gejuich de hand schudden. Op 25 september 1995 werd het tweede Oslo-akkoord getekend dat enkele tussenoplossingen over verdere Israëlische militaire terugtrekking, Palestijnse verkiezingen en uitgebreider Palestijns zelfbestuur regelde. Een definitieve vrede bleef echter uit en conflicten laaiden weer op toen Rabin werd vermoord en in zijn plaats de conservatieve Benjamin Netanyahu werd verkozen. Deze stond een veel repressiever beleid voor ten opzichte van de Palestijnen en liet het nederzettingenbeleid voortgaan, waarop Arafat zware kritiek kreeg vanuit zijn eigen achterban (om het vermeende falen van de Oslo-akkoorden maar ook corruptieschandalen) en Hamas, dat zich met geweld tegen vooral Israël verzette en in populariteit groeide. Arafat zocht daarna een tijdlang toenadering tot Hamas en de Islamitische Jihad. 

### Wye River-memorandum
Met Amerikaanse bemiddeling om de Oslo-akkoorden te implementeren werd in 1998 het Wye River-akkoorden gesloten die verdere Israëlische militaire terugtrekking, een verbinding tussen Gaza en Hebron, de bouw van een haven in Gaza en vrijlating van Palestijnse gevangenen inhielden. Deze overeenkomst werd ondertekend door premier Netanyahu en Yasser Arafat. Het Israëlische nederzettingenbeleid echter en het onvermogen van de Palestijnse Autoriteit om Hamas in bedwang te houden belemmerden het vredesproces ernstig.

## Jaren 00: Tweede Intifada
Na een aantal jaren van mislukte onderhandelingen brak het conflict in september 2000 opnieuw uit als de Tweede Intifada. Het geweld, dat escaleerde in een openlijk conflict tussen de Palestijnse Nationale Veiligheidstroepen en het Israëlische leger, duurde tot 2004/2005 en leidde tot ongeveer 130 doden. In 2005 beval de Israëlische premier, Ariel Sharon, de verwijdering van Israëlische kolonisten en soldaten uit Gaza. Israël en zijn Hooggerechtshof verklaarden formeel een einde aan de bezetting, erbij vermeldend dat het “geen effectieve controle had over wat er gebeurde” in Gaza. De VN, Human Rights Watch en vele andere internationale organisaties en NGO’s bleven Israël echter als de bezettingsmacht van de Gazastrook beschouwen, aangezien Israël het luchtruim en de territoriale wateren van de Gazastrook controleerde en de beweging van mensen of goederen in of uit Gaza door de lucht of over zee controleerde.
In 2006 won Hamas een meerderheid van 44% bij de Palestijnse parlementsverkiezingen. Israël antwoordde dat het met economische sancties zou beginnen, tenzij Hamas ermee instemde eerdere Israëlisch-Palestijnse overeenkomsten te aanvaarden, het geweld af te zweren en het bestaansrecht van Israël te erkennen, wat Hamas verwierp. Nadat de interne Palestijnse politieke strijd tussen Fatah en Hamas uitbrak in de Slag om Gaza, nam Hamas de volledige controle over het gebied over. In 2007 legde Israël een zeeblokkade op aan de Gazastrook, en de samenwerking met Egypte maakte een grondblokkade van de Egyptische grens mogelijk.
De spanningen tussen Israël en Hamas escaleerden eind 2008, toen Israël een militaire operatie op Gaza lanceerde, met duizenden burgerslachtoffers en miljarden dollars aan schade tot gevolg.

## Jaren 10: gewapende conflicten
In 2011 mislukte een poging van de Palestijnse Autoriteit om het VN-lidmaatschap als volledig soevereine staat te verwerven. In het door Hamas gecontroleerde Gaza vonden nog steeds sporadische raketaanvallen op Israël en Israëlische luchtaanvallen plaats. Na het gewapende conflict in de Gazastrook in 2012 sloten Hamas en Israël een wapenstilstand. In 2014 vond opnieuw een gewapend conflict tussen Israël en Hamas plaats, waarbij 71 Israëlische slachtoffers en 2251 Palestijnse slachtoffers vielen.

## Jaren 20: heropleving geweld

### 2021
Op 6 mei 2021 begon in Jeruzalem een conflict tussen Palestijnse demonstranten en de Israëlische politie over een geplande beslissing van het Hooggerechtshof van Israël over de uitzetting van Palestijnen in Sheikh Jarrah, een wijk in Oost-Jeruzalem. De protesten escaleerden snel tot gewelddadige schermutselingen met Israëlische kolonisten. De volgende dag bestormden Israëlische politiediensten het terrein van de Al-Aqsamoskee, een belangrijke islamitische heilige plaats, als reactie op gewelddadige Palestijnse protesten.
Op 10 mei 2021 bracht het Hamas ertoe - na een ultimatum aan Israël deze moskee te verlaten - raketten op Israëlische steden af te vuren. Israël reageerde op de raketaanvallen met luchtaanvallen in de door Hamas geregeerde Gazastrook. Op 11 mei, na evacuatiewaarschuwingen, richtten Israëlische luchtaanvallen zich op een 13 verdiepingen tellende woontoren in Gaza met een Hamas-kantoor, waardoor het instortte.
Op 12 mei 2021 rapporteerden zowel Israël als de Palestijnse Nationale Autoriteit minstens 300 Palestijnse gewonden in Gaza en meer dan 200 Israëlische gewonden.

### 2022
Na een golf van terroristische aanslagen in Israëlische steden doodden de Israëlische strijdkrachten minstens 166 Palestijnen op de door Israël bezette Westelijke Jordaanoever. Op 11 mei 2022 werd Al Jazeera verslaggeefster, Shireen Abu Akleh, doodgeschoten door het Israëlisch defensieleger (IDF) terwijl ze, herkenbaar als journalist, verslag deed van een IDF-inval in een vluchtelingenkamp in Jenin op de door Israël bezette Westelijke Jordaanoever. De daaropvolgende gewelddadige verstoring bij haar begrafenis, toen de Israëlische politie gewapend met wapenstokken mensen aanviel die haar kist droegen, leidde tot een brede internationale veroordeling van Israël.

### 2023-2025
Op 7 oktober 2023 startte Hamas met een grootschalige verrassingsaanval, genaamd 'Operatie al-Aqsa storm'. Vanuit de Gazastrook werden duizenden raketten afgevuurd op Israël. Gewapende Hamas-militanten vielen verscheidene burgerdoelen in het zuiden van Israël aan. Israël reageerde met bombardementen in de Gazastrook en kondigde de staat van oorlog af.